# Pieter Hoekstra

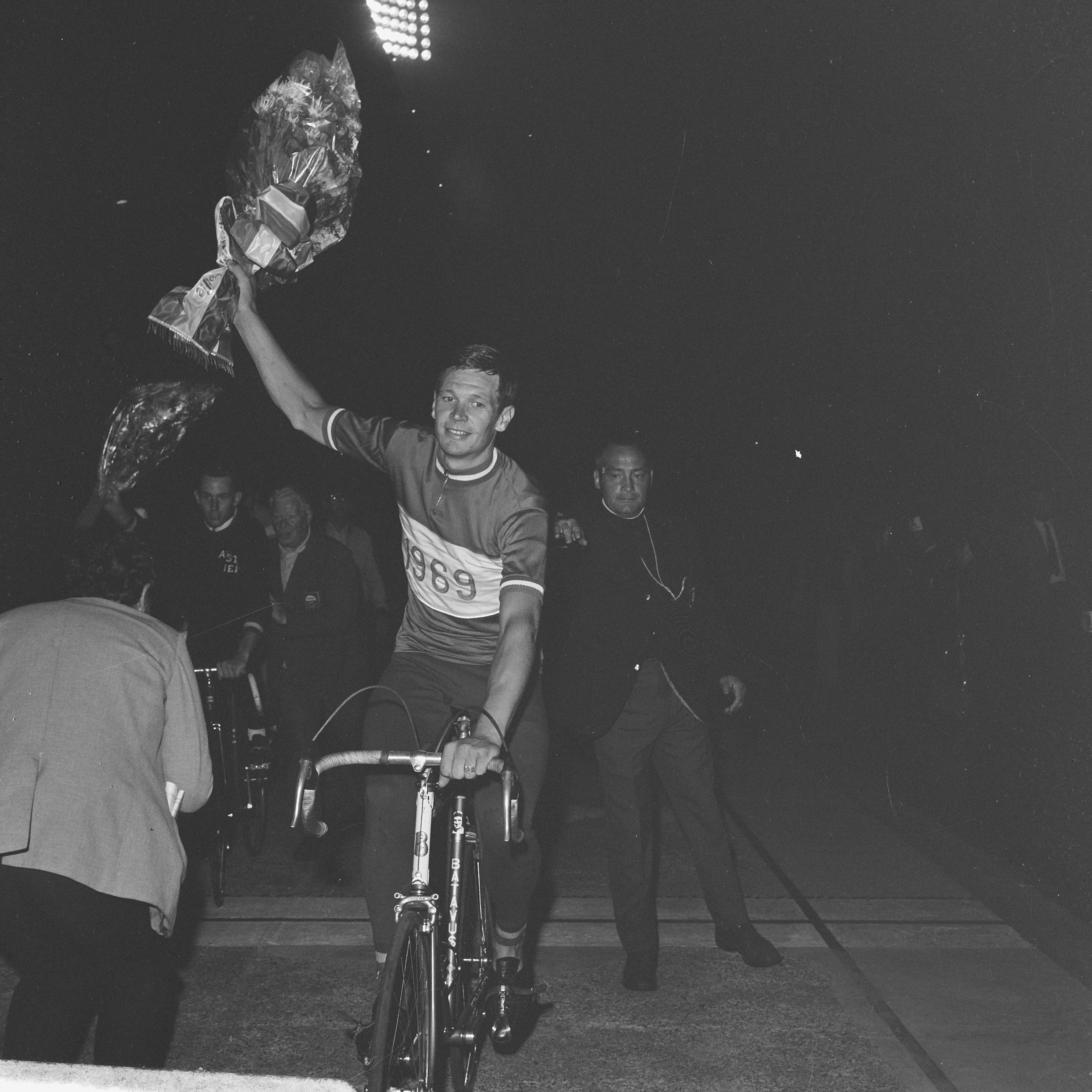
Piet Hoekstra (1969)

Pieter „Piet“ Hoekstra (* 24. März 1947 in Murmerwoude, Dantumadiel) ist ein ehemaliger niederländischer Radrennfahrer und nationaler Meister im Radsport.

## Sportliche Laufbahn
1968 startete Pieter (Piet) Hoekstra bei den Olympischen Sommerspielen in Mexiko-Stadt in der Mannschaftsverfolgung und wurde mit Joop Zoetemelk, Klaas Balk und Henk Nieuwkamp auf dem 11. Rang klassiert. 1969 gewann er die nationale Meisterschaft in der Einerverfolgung. Auf der Straße siegte er auf zwei Etappen der Olympia’s Tour und konnte zwei Etappen der Tour de l’Avenir für sich entscheiden. 1970 wurde er Berufsfahrer. Er wurde 1971 Vize-Meister in der Einerverfolgung hinter Ben Janbroers.
Ab 1973 fuhr er wieder als Amateur und konnte 1976 das Rennen Ster van Zwolle gewinnen. Nach seiner Reamateurisierung gewann er noch 44 Rennen. In seiner gesamten Karriere erzielte er mehr als 170 Siege.

## Berufliches
Hoekstra absolvierte eine Ausbildung zum Automechaniker, arbeitete längere Zeit als Gefängniswärter und später als Sportlicher Leiter von Radsportteams (unter anderem bei Batavus). 1989 wurde er Nationaltrainer des niederländischen Verbandes für die Frauenauswahl, 1992 für die Amateure und später wieder für die Frauen.